# Henryk Rydzewski

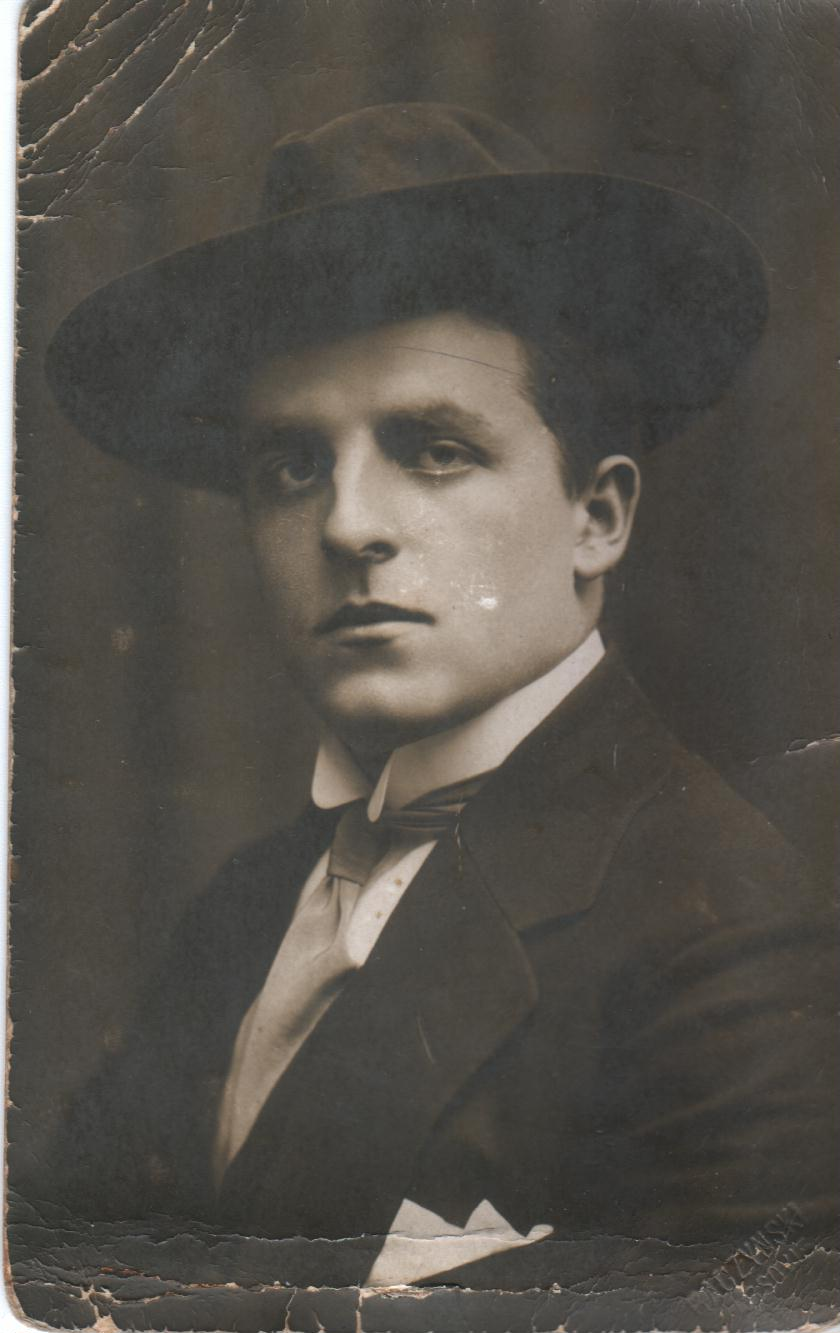
Henryk Rydzewski

Henryk Rydzewski, także H. Bay-Rydzewski (ur. 18 stycznia 1890 w Radomiu, zm. 23 lutego 1950) – polski aktor teatralny i filmowy.

## Życiorys
Zaczął występować ok. 1913 roku w teatrach na terenie Imperium Rosyjskiego. Ok. 1919 roku powrócił do Polski, występując w warszawskim Teatrze Nowości (sezon 1919/1920). W okresie przedwojennym był członkiem głównie zespołów rewiowych, m.in. Teatru Stańczyk (1922), Teatru im. Aleksandra Fredry (1923–1925), Teatru Szkarłatna Maska (1925), Teatru Odrodzonego (1925–1926), Czerwonego Asa (1929) i operetki warszawskiej (1929). 
Podczas II wojny światowej był dwukrotnie aresztowany i osadzony w obozie koncentracyjnym. Po zakończeniu walk grał w warszawskim Teatrze Rozmaitości.
Zginął w wypadku na stacji kolejowej w Brwinowie 23 lutego 1950.

## Filmografia
- Ludzie bez jutra (1919) – huzar
- Dla ciebie, Polsko (1920) – Franek
- Na jasnym brzegu (1921)
- Tajemnica medalionu (1922) – rotmistrz Borski
- Rok 1863 (1922) – oficer Wiesnicyn
- Przed sądem (1922)
- Chłopi (1922) – Antek Boryna
- Trucizna bolszewizmu (1924)
- Przeor Kordecki – obrońca Częstochowy (1934) – polski żołnierz w szwedzkim obozie
- Barbara Radziwiłłówna (1936) – członek Rady Królewskiej
- Pan redaktor szaleje (1937)
- Ostatnia brygada (1938) – komisarz
- Kościuszko pod Racławicami (1938) – generał w sztabie Tadeusza Kościuszki
- Dziewczyna szuka miłości (1938) – członek komitetu lotu transatlantyckiego
- Żona i nie żona (1939) – mężczyzna w restauracji